# 明舒斯
明舒斯（法語：Munchhouse，法語發音：[mynʃuz] ⓘ）是法国上莱茵省的一个市镇，属于科尔马-里博维莱区。

## 地理
明舒斯（47°52'6"N, 7°27'3"E）面积24.05 平方千米，位于法国大東部大區上莱茵省，该省份为法国东部内陆省份，是阿尔萨斯的一部分，今与下莱茵省组成了阿尔萨斯欧洲集体，其北临下莱茵省，西接孚日省，西南接贝尔福地区省，东侧沿莱茵河与德国相望，南与瑞士接壤。
与明舒斯接壤的市镇（或旧市镇、城区）包括：伊尔茨费尔登、罗格努斯、上鲁默赛姆、班策奈姆、巴特奈姆、恩西赛姆、雷吉赛姆。
明舒斯的时区为UTC+01:00、UTC+02:00（夏令时）。

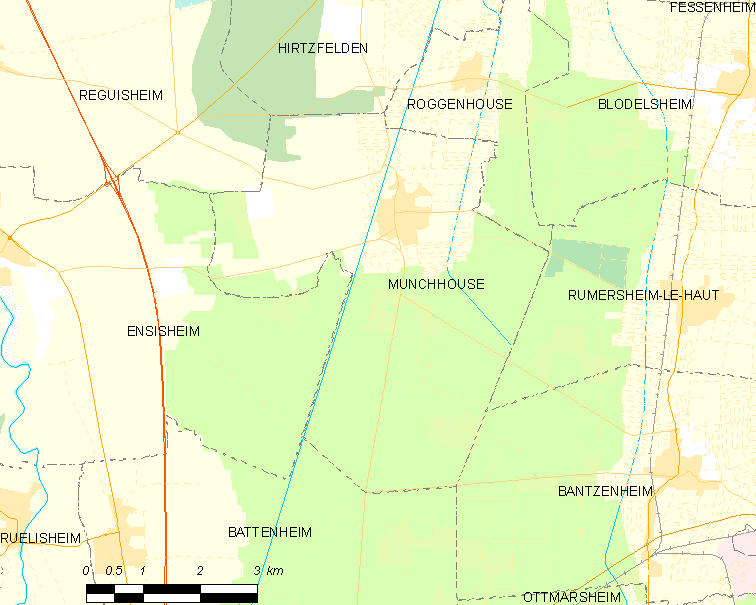
明舒斯的OSM定位图

## 行政
明舒斯的邮政编码为68740，INSEE市镇编码为68225。

## 政治
明舒斯所属的省级选区为恩西赛姆县。

## 人口

1962-2008年间明舒斯人口变化图示

明舒斯于2022年1月1日时的人口数量为1538人。